# Chuej-mové

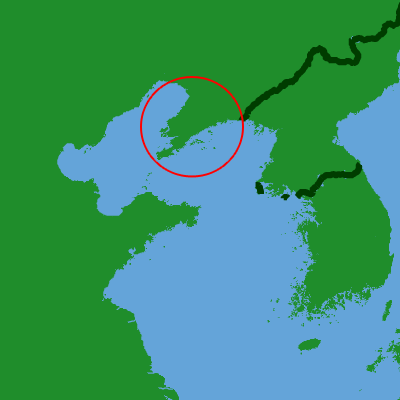
Jemekové v roce 100 př. n. l. na poloostrově Liao-Tung podle Christofera Beckwitha

Chuej-mové neboli Jemekové (čínsky 基馬, pchin-jinem Hūi Mò nebo v sinokorejské variantě korejsky 基馬克 pchin-jinem Jīmǎkè) byli předkové národa Turkického etnika Kimäků. Pobývali v oblasti Liao-Tungského poloostrova a jižního Mandžuska. Byli představiteli etnika, žijícího na východ od Číny, které samotní Číňané nazývali Tung-i neboli východní barbaři. Vznikli sloučením dvou starověkých kmenů, jejichž název byl vytvořen z jejich dvou jmen: Chuej a Mo čili Chuej-mo nebo v korejském podání Ťie-maek.

## Krátká historie

### Identifikace a původ
Jelikož je záznamů o Jemecích velice málo, navíc v mnoha případech pouze strohých a kusých, není zcela jasné, jakým způsobem se tyto dva kmeny ocitly v územním prostoru střední Asie. Níže je uvedeno několik teorií výzkumníků :
Jako sídelní centra Chuej-moů uvádí Christofer Beckwith až tři místa, a to: 
1. Liao-Tungský poloostrov, kde byli identifikováni pod názvem Ťie-maek [pozn. 2],
2. jižní Mandžusko, kde byli identifikování jako Čchao-sien [pozn. 3],
3. Korejský poloostrov podél východního pobřeží, kde v roce 100 př. n. l. vznikla monarchie pod názvem Ťie-maekské království.

Tato identifikace Jemeků je založena na čtení znaků v Záznamech velkého historika (čínsky v českém přepisu Š'-ťi, pchin-jinem Shǐjì, znaky 史記)  od S'-ma Čchiena.
Tento scénář je poněkud v rozporu s S.M. Ahinjanovým a Ju. Zujevovým scénářem, který sledoval Jemeky v různých obdobích z různých úhlů, a příslušně propojil původ Kimäků s Sjy (Se) nebo Kajy (tj. Huno-mongoly, ) a Tie-lejštími Süe-jentchuy. 
Jméno Kimäk vzniklo ze spojení kmenů Imi a Imek, pojmenovaných po řece Imi v údolí řeky Arguň („stříbrný“), která je přítokem Amuru. Marquart navrhl Turkickou etymologii jako „Kimäk Iki-Imäk“ (Dva-Imekové). Žádný samostatný kmen v záznamech nebyl popsán jako „Kimäk“, ale vždy byly tyto kmeny uváděny jako pár. Středověcí čínští geografové neznali etnonym Kimäků, poněvadž vždy na ně odkazovali jako na Jüe-pany.
Je pravděpodobné, že byli vstřebáni do konglomerátů Siung-nuských říší, v jejichž rámci se kmeny pohnuly k západu ke společnému dobývání nových území, poněvadž je prokázáno, že středoasijští Hunové v 2. století zůstali ve Střední Asii. Zde Chuej-mové čili Jüe-pani přicházejí do povědomí pod názvem Čchu-mu-kunové
Mezi lety 155–166 Sjen-pejové vytvořili kočovnou konfederaci, řízenou Tchan-š'-chuajem, a převzali pozemky Siung-nuovské říše. Poté vytlačili Ting-lingy - budoucí Kypčaky do Sajanských hor. Nejsilnější kmeny Siung-nuovské konfederace, známé podle Číňanů jako „Silní Hunové“, se pohnuly k západu. S novými spojenci jako byli Tocharové, Íránci, Ugrové a Kavkazané nakonec dosáhli Evropy jako Hunové, kde dominovali Alani a Gótové.